# Liste der Wappen in Maia (Portugal)
Die Liste der Wappen im Concelho Maia zeigt die Wappen der Freguesias im portugiesischen Concelho Maia.

## Município da Maia

Maia
Lage des Concelhos Maia in Portugal

## Wappen der Freguesias

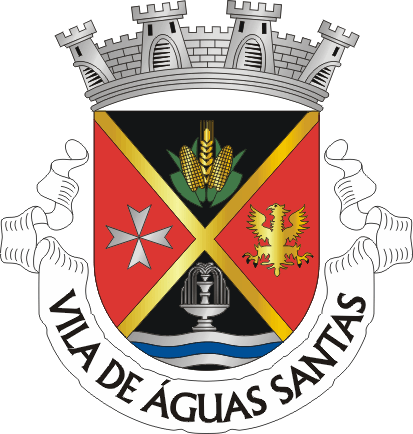
Vila Águas Santas
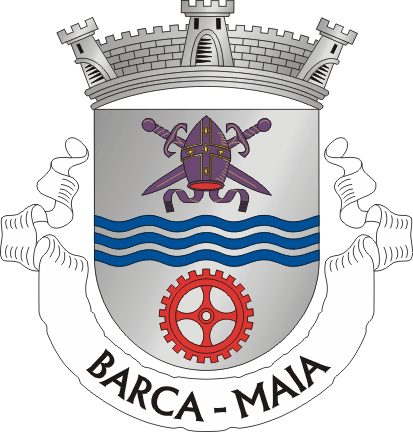
Freguesia Barca
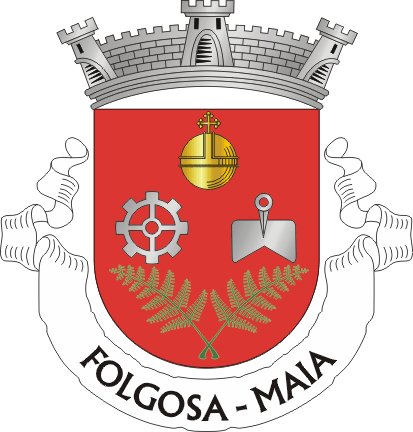
Freguesia Folgosa
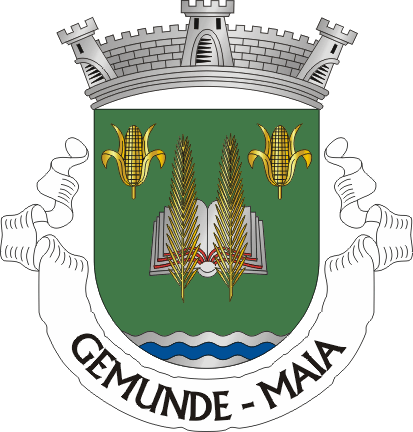
Freguesia Gemunde
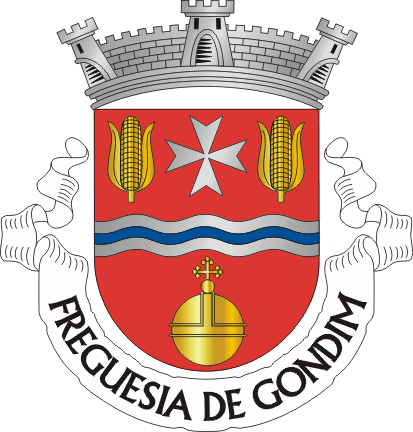
Freguesia Gondim
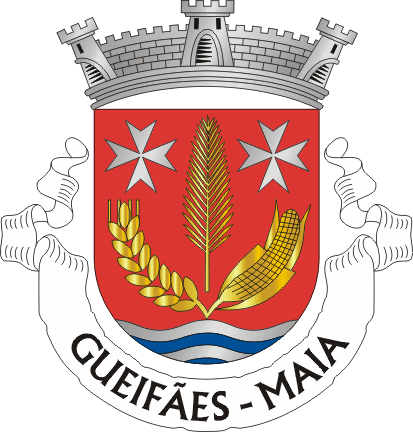
Freguesia Gueifães
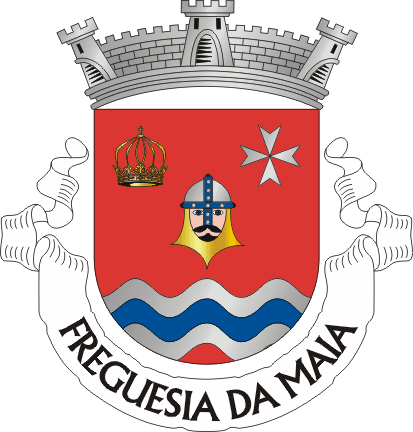
Freguesia Maia
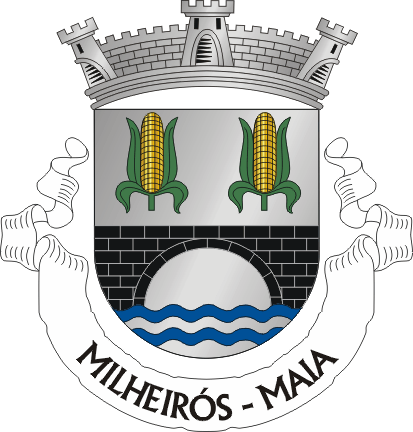
Freguesia Milheirós
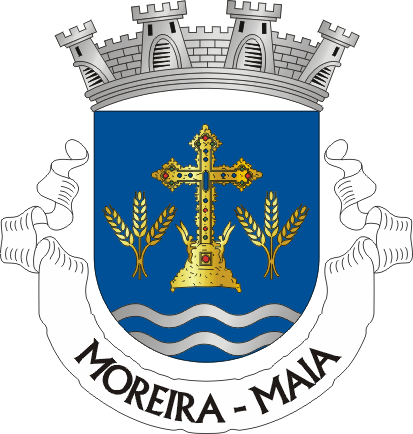
Freguesia Moreira
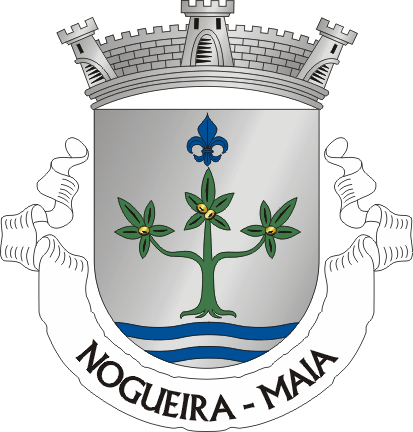
Freguesia Nogueira
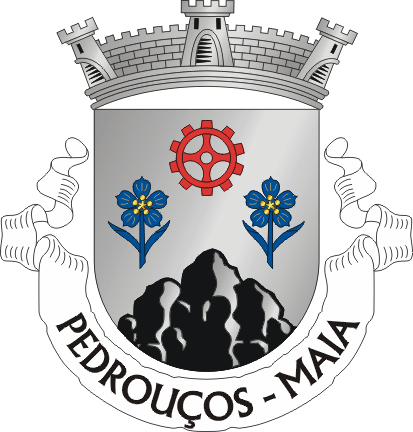
Freguesia Pedrouços
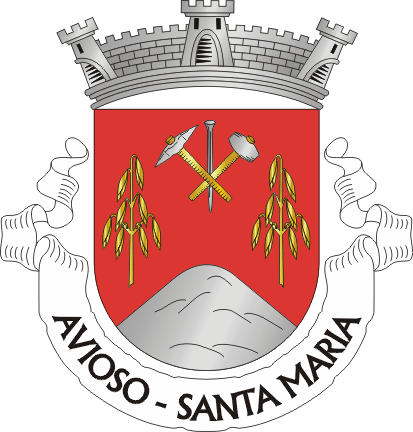
Freguesia Santa Maria de Avioso
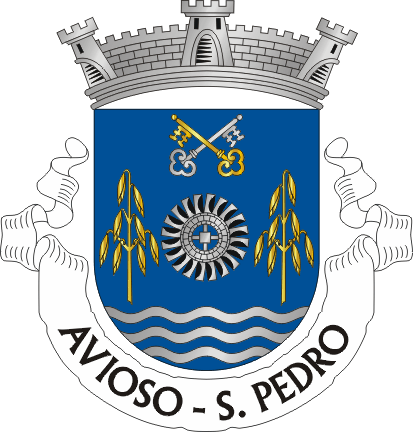
Freguesia São Pedro de Avioso
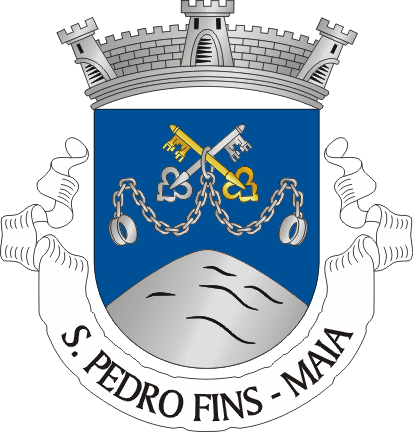
Freguesia São Pedro Fins
Freguesia Silva Escura
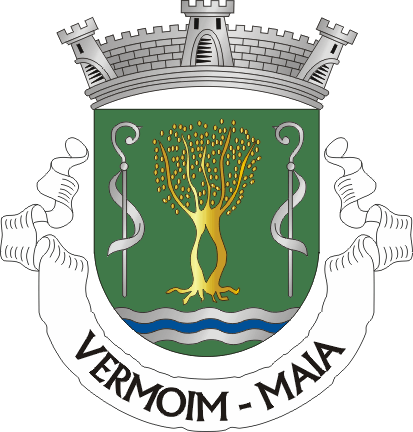
Freguesia Vermoim
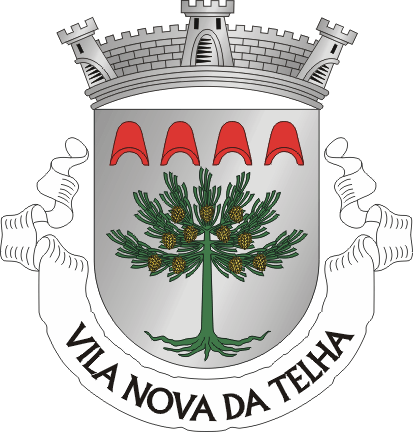
Freguesia Vila Nova de Telha